# Der Falke (2021)
Der Falke (Originaltitel Strahinja Banović, internationaler englischsprachiger Titel As Far as I Can Walk) ist ein Flüchtlingsdrama von Stefan Arsenijević, das im August 2021 beim Filmfestival Karlovy Vary seine Premiere feierte und im Oktober 2021 in die serbischen Kinos kam.

## Handlung
Strahinja und seine Frau Ababuo haben Ghana verlassen und zu Beginn der Flüchtlingskrise Deutschland erreicht, doch dann wurden sie wieder nach Belgrad zurückgeführt. Serbien ist zwar nicht Deutschland, aber Strahinya tut sein Bestes, um ein neues Leben zu beginnen. Er hat sich diesen serbischen Namen gegeben, um sich besser in seine neue Umgebung einzufügen. 
Sie leben in einem Flüchtlingslager in Krnjača, und Strahinja arbeitet hart, um Asyl zu bekommen, versucht sich als Fußballspieler für einen örtlichen Verein und arbeitet als Freiwilliger für das Rote Kreuz. Eines Tages trifft eine neue Welle von Flüchtlingen aus Syrien in Krnjača ein, unter ihnen der charismatische Ali.

## Produktion

### Regie und Drehbuch
Regie führte Stefan Arsenijević, der gemeinsam mit Bojan Vuletić und Nicolas Ducray auch das Drehbuch schrieb. Arsenijevićs Heimatstadt Belgrad war einer der Brennpunkte der sogenannten Balkan-Flüchtlingsroute. Jeden Tag hätten Tausende von Flüchtlingen Serbien in der als größte Flüchtlingskrise nach dem Zweiten Weltkrieg angesehenen Situation erreicht, und es sei bewegend gewesen, diese verlorenen und erschöpften Menschen durch die Stadt laufen zu sehen, so der Regisseur.

### Das Epos von Banović Strahinja

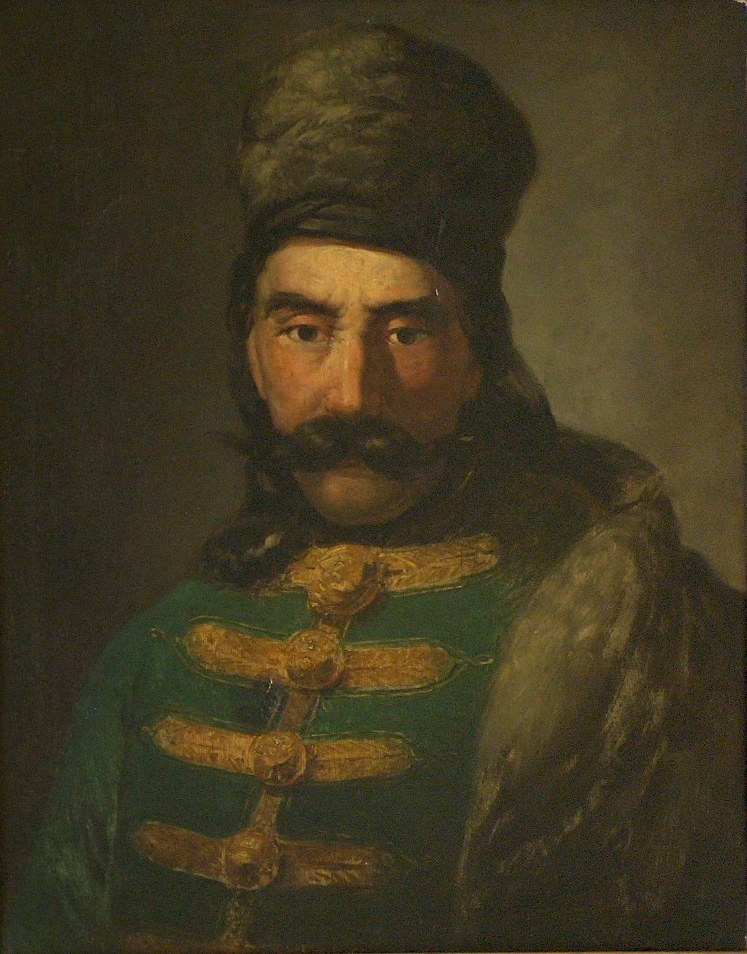
Banović Strahinja war ein serbischer Volksheld

Die von ihm in seinem Film erzählte ungewöhnliche Liebesgeschichte eines Mannes, der gegen die Regeln der Gesellschaft verstößt und für die Liebe alles riskiert, bettete der Regisseur in das mittelalterliche Epos Strahinja Banović um den gleichnamigen serbischen Volkshelden Banović Strahinja ein. Strahinja gilt neben Lazar Hrebeljanović und Miloš Obilić als zentrale Figur des serbischen Widerstandes gegen die Fremdherrschaft des Osmanischen Reichs und starb in der Schlacht auf dem Amselfeld. Der Regisseur wollte dieses Epos modern interpretieren und überlegte sich, wie es wäre, wenn der serbische Nationalheld in seinem Film ein junger afrikanischer Migrant wäre und welche Auswirkungen das auf das Verständnis des nationalen Erbes und der Identität der Serben hätte. Unterstützung erhielten sie von Migranten in den Flüchtlingslagern, die ihre Erfahrungen mit ihnen teilten und in seinem Film teilweise auch als Statisten mitwirkten.
Die Hauptfigur in dem Film wurde von Ibrahim Ishak inspiriert, einem jungen Mann aus Ghana, der in einem Flüchtlingslager im Belgrader Stadtteil Krnjača lebte. Da er keine Papiere hatte, durfte Ibrahim nicht in Serbien arbeiten und engagierte sich daher ehrenamtlich beim Roten Kreuz. Zudem trainierte er auch mit dem örtlichen Fußballverein. Für Arsenijević sind Geschichten wie diese so nah wie möglich an einem modernen Äquivalent der großen Questen epischer Helden.
Das Leben des Volkshelden wurde bereits von dem kroatischen Regisseur Vatroslav Mimica ebenfalls unter dem Titel Banović Strahinja mit Franco Nero in der Hauptrolle verfilmt.

### Besetzung und Dreharbeiten
Die Rolle seines Helden Strahinja besetzte Arsenijević mit dem französischen Schauspieler Ibrahim Koma, dessen Eltern aus Mali stammen, der aber in Paris geboren wurde. Slaviša Čurović spielt den Schleuser Aca. In weiteren Rollen sind Nancy Mensah-Offei als Strahinjas Frau Ababuo, Maxim Khalil als der neu in Krnjača ankommende Syrer Ali und Strahinja Blazic als Uroszu sehen.
Die Dreharbeiten fanden in Belgrad statt. Als Kamerafrau fungierte Jelena Stanković.

### Veröffentlichung
Eine erste Vorstellung erfolgte Ende August 2021 beim Filmfestival Karlovy Vary. Der Kinostart in Serbien erfolgte im Oktober 2021. Ende Februar, Anfang März 2022 wurde er beim Internationalen Film Festival in Belgrad vorgestellt und im April 2022 beim Festival des mittel- und osteuropäischen Films goEast.

## Auszeichnungen
Der Film befindet sich in einer Vorauswahl für den Europäischen Filmpreis 2022. Im Folgenden eine Auswahl von Auszeichnungen und Nominierungen.

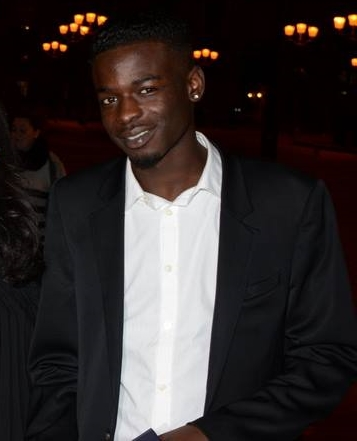
Ibrahim Koma spielt Strahinja

Cairo International Film Festival 2021
- Nominierung für den Arab Film Critics' Award for European Films[6]

Filmfestival Karlovy Vary 2021
- Auszeichnung mit dem Kristallglobus (Stefan Arsenijević)
- Auszeichnung als Bester Schauspieler (Ibrahim Koma)
- Auszeichnung mit dem Preis der Ökumenischen Jury
- Lobende Erwähnung der Jury (Jelena Stanković für ihre Kameraarbeit)
- Auszeichnung mit dem Europa Cinemas Label Award[7]

goEast – Festival des mittel- und osteuropäischen Films 2022
- Nominierung für die „Goldene Lilie“ im Wettbewerb
- Lobende Erwähnung der internationalen Jury (Stefan Arsenijević)[5][8]

International Film Festival Belgrad 2022
- Auszeichnung mit dem Milutin Čolić Award (Stefan Arsenijević)[9]

L’Europe autour de l’Europe 2022
- Lobende Erwähnung (Stefan Arsenijević)
- Auszeichnung mit dem Luna Award (Stefan Arsenijević)[10]

Mons International Film Festival 2022
- Nominierung im internationalen Wettbewerb[11]

Sofia Film Festival 2022
- Nominierung im Balkan Competition[12]